# Коктобе (Єнбекшиказахський район)
Коктобе́ (каз. Көктөбе) — село у складі Єнбекшиказахського району Алматинської області Казахстану. Входить до складу Коктобинського сільського округу.
Населення — 4207 осіб (2021; 3623 у 2009, 3098 у 1999, 2892 у 1989).